# 羅日科維奇
52°5′57″N 34°5′0″E / 52.09917°N 34.08333°E
羅日科維奇（烏克蘭語：Рожковичі）是位於烏克蘭東北部的村莊，由蘇梅州紹斯特卡區的中布達市鎮負責管轄。該村處於茲諾比夫卡河左岸，海拔高度187米，2001年該村落人口368。